# Theologische verklaring van Barmen

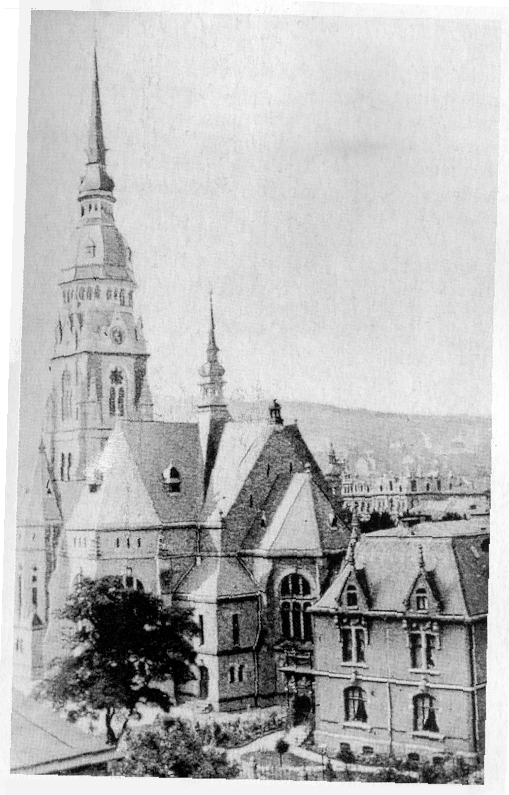
De eerste Bekenntnissynode (waar de Barmer Thesen in 1934 werden aangenomen) werd gehouden in de Gemarker Kirche

De Theologische verklaring van Barmen (Duits: Barmer Theologische Erklärung), ook wel Belijdenis van Barmen (Barmer Bekenntnis) of - in theologisch en kerkhistorisch discours - Barmer Thesen genoemd, zijn zes stellingen die tezamen het theologisch fundament vormden van de Bekennende Kirche (Belijdende kerk) in Duitsland tussen 1934 en 1945. Deze theologische verklaring is na de Tweede Wereldoorlog door verschillende protestantse kerken in Noordwest-Europa als kerkelijk belijdenisgeschrift erkend. De Theologische verklaring van Barmen is een van de elf belijdenisgeschriften die als grondslag dienen van de Protestantse Kerk in Nederland (PKN).

## Geschiedenis
De Bekennende Kirche was een protestants-christelijke, (inter)kerkelijke beweging in Duitsland die actief was tijdens de opkomst en het regime van het nationaalsocialisme. De beweging stelde zich van 1934-1945 met een eigen credo (geloofsbelijdenis) en synodale organisatie te weer tegen inmenging van de staat en de heersende staatsideologie in kerkelijke aangelegenheden. De Theologische verklaring van Barmen is de formulering van dit credo. De thesen van Düsseldorf (mei 1933 en de Eerste verklaring van Barmen (januari 1934) gingen aan de Barmer Thesen vooraf. In Düsseldorf werden reeds korte stellingen geformuleerd door onder anderen Karl Barth. Later werd in Barmen een synode belegd door gereformeerde kerken, waar de Eerste verklaring van Barmen is opgesteld. Daarna werd er een vergadering belegd met gereformeerden, lutheranen en geünieerden (kerken die voortkwamen uit de fusie van gereformeerd en luthers). Op beide vergaderingen heeft Karl Barth grote invloed gehad. Bekende vertegenwoordigers van de Bekennende Kirche waren Martin Niemöller en Dietrich Bonhoeffer. De Theologische verklaring van Barmen werd aanvaard door de eerste Barmer Bekenntnissynode in Wuppertal-Barmen die duurde van 29-31 mei 1934.
De Theologische verklaring van Barmen vormt onderdeel van de belijdenisgeschriften van een aantal Duitse en Oostenrijkse protestantse kerken. Predikanten in die kerken moeten de Theologische verklaring van Barmen onderschrijven om te kunnen worden benoemd in hun ambt.

## Opbouw en betekenis

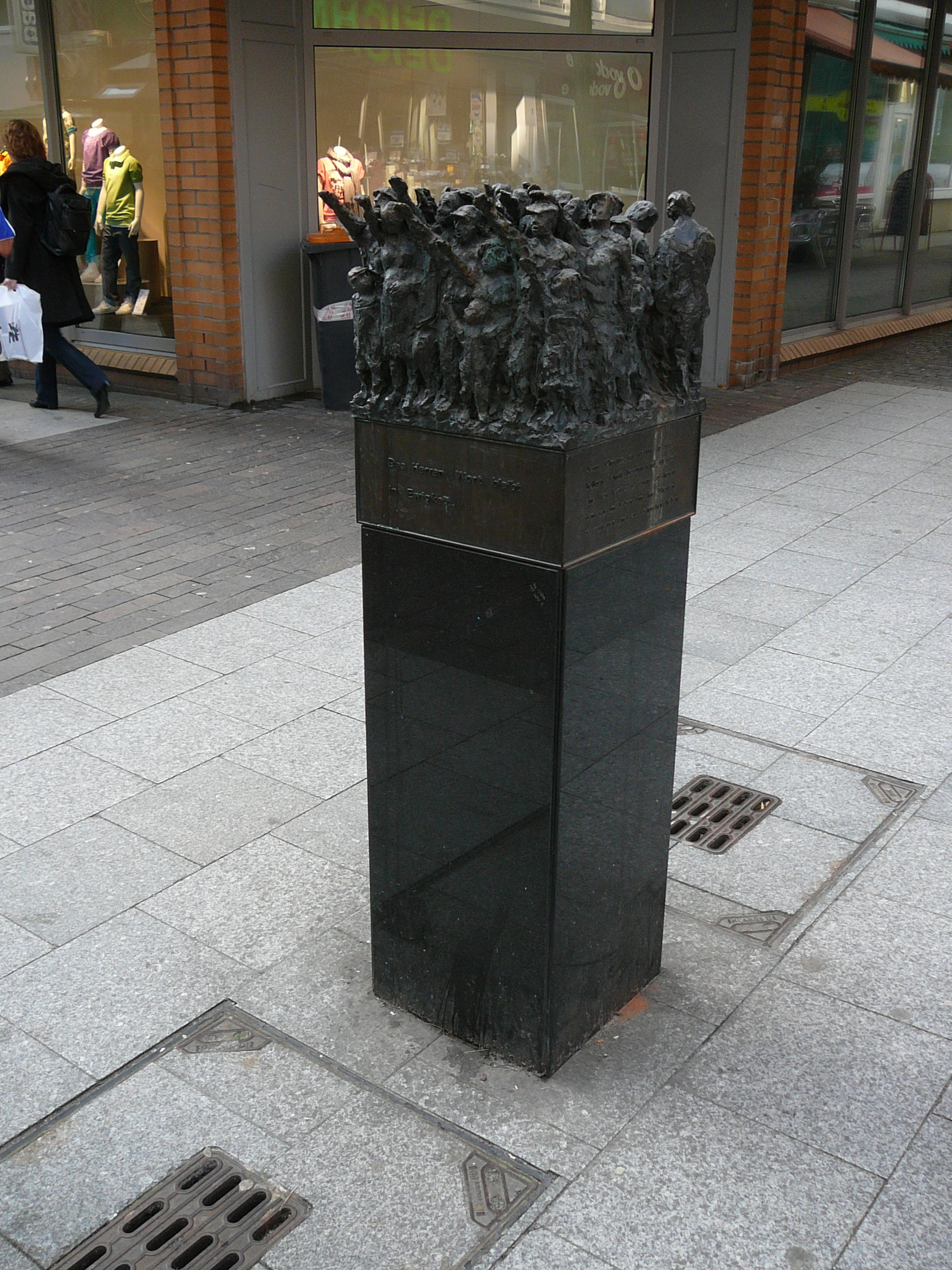
Wuppertal: gedenkteken voor de Theologische verklaring van Barmen

De Theologische verklaring van Barmen bestaat uit zes Barmer Thesen. Deze Thesen hebben een overeenkomstige opbouw. Het zijn zes Thesen (stellingen) die allemaal beginnen met één of twee citaten uit het Bijbelse Nieuwe Testament. Dan volgt een passage waarin beknopt een belijdenis wordt geformuleerd. Als afsluiting volgt een korte passage waarin opvattingen worden benoemd die als valse leer of ketterij worden verworpen.
1. De eerste These, waarop de vijf volgende berusten, formuleert het verzet van de Bekennende Kirche tegen elke theologie die andere 'openbaringen' erkent naast Jezus Christus. Deze these was in het bijzonder gericht tegen de Deutsche Christen, een antisemitische en fascistische stroming in het Duitse protestantisme die ernaar streefde om de nationaalsocialistische ideologie te verzoenen met het protestantse christendom en deze ideologie op te dringen aan de kerk. De strekking van deze these is echter breder. In de lijn van de dialectische theologie worden alle vormen van natuurlijke theologie afgewezen.
2. In de tweede These wordt expliciet stelling genomen tegen de opvatting dat er levensgebieden zijn waar niet het christelijke gebod geldt, maar een ander gebod.
3. In de derde These wordt een nieuw, fundamenteel beginsel van kerkrecht geformuleerd, nl. dat de kerk haar institutionele ordening niet mag overlaten aan grillen, wisselende levensovertuigingen en politieke opvattingen. Daarmee wordt expliciet de opvatting verlaten dat de staat het recht heeft om de ordening van de kerk te bepalen.
4. In de vierde These komt een specifiek protestantse ambtsopvatting tot uitdrukking. Deze opvatting, nl. dat de verschillende kerkelijke ambten geen heerschappij over elkaar mogen uitoefenen, heeft bijgedragen tot een nieuwe kerkordelijke praktijk.
5. In de vijfde These worden totalitaire aanspraken verworpen niet alleen van de staat (de nationaalsocialistische gelijkschakeling), maar ook van de kerk.
6. In de zesde en laatste These wordt het doel van de kerk geformuleerd en wordt iedere poging verworpen om hiervan af te wijken om zo eigen doelen te verwezenlijken.

## Volledige tekst in Nederlandse vertaling
NB Voor de integrale Duitse tekst, zie de Bronnen. De originele Duitse tekst is voor Wikipedia opnieuw in het Nederlands vertaald en kan afwijken van vertalingen die elders zijn gepubliceerd. De Bijbelcitaten zijn gecursiveerd en worden gevolgd door de Bijbelplaats tussen haken.
THEOLOGISCHE VERKLARING VAN BARMEN
These 1.
Jezus zei: "Ik ben de weg, de waarheid en het leven. Niemand kan bij de Vader komen dan door mij." (Joh. 14:6)
"Waarachtig, ik verzeker u: wie de schaapskooi niet binnengaat door de deur maar ergens anders naar binnen klimt, is een dief of een rover." (...) "Ik ben de deur: wanneer iemand door mij binnenkomt zal hij gered worden; (...)" (Joh. 10:1 en Joh. 10:9a)
Jezus Christus, zoals over hem in de Heilige Schrift wordt getuigd, is het ene Woord van God waarnaar wij moeten luisteren, en dat wij in leven en sterven moeten vertrouwen en gehoorzamen.
Wij verwerpen de valse leer volgens welke de kerk buiten en naast dit ene Woord van God andere gebeurtenissen, machten, gestalten en waarheden als Gods openbaring mag en moet aanvaarden.
These 2.
Maar uit Hem is het, dat gij in Christus Jezus zijt, die ons van God is geworden: wijsheid, rechtvaardigheid, heiliging en verlossing. (1 Kor. 1:30)
Zoals Jezus Christus Gods belofte is van de vergeving van al onze zonden, zo is Hij ook, en met dezelfde ernst, Gods krachtige aanspraak op ons gehele leven; in Christus worden wij vreugdevol bevrijd van de goddeloze banden van deze wereld tot een vrij en dankbaar dienstbetoon aan Gods schepselen.
Wij verwerpen de valse leer volgens welke er levensgebieden zijn waarin wij niet Jezus Christus maar andere heren toebehoren, levensgebieden waarin wij de rechtvaardiging en heiliging door Hem niet nodig hebben.
These 3.
Maar dan groeien wij, ons aan de waarheid houdende, in liefde in elk opzicht naar Hem toe, die het hoofd is, Christus, door Wie het gehele lichaam als een welsluitend geheel is samengevoegd. (Ef. 4: 15-16a)
De christelijke kerk is de broedergemeenschap waarin Jezus Christus door de Heilige Geest in woord en sacrament tegenwoordig is als Heer. Zij is geroepen om met haar geloof en haar gehoorzaamheid, met haar boodschap en haar structuur, te midden van een zondige wereld als kerk van begenadigde zondaren te betuigen dat zij alleen Christus' eigendom is, alleen leeft en begeert te leven van Zijn troost en van Zijn opdracht in verwachting van Zijn verschijning.
Wij verwerpen de valse leer volgens welke de kerk de gestalte van haar boodschap en ordening mag laten afhangen van haar eigen willekeur of van de steeds wisselende levensbeschouwelijke en politieke overtuigingen.
These 4.
Doch Jezus riep hen tot Zich en zeide: "Gij weet, dat de regeerders der volken heerschappij over hen voeren en de rijksgroten oefenen macht over hen. Zo is het onder u niet. Maar wie onder u groot wil worden, zal uw dienaar zijn." (Matth. 20:25-26)
De verschillende ambten in de kerk legitimeren niet de heerschappij van de één over de ander, maar leggen het fundament voor de uitoefening van het aan de gehele gemeente toevertrouwde en opgedragen dienstbetoon.
Wij verwerpen de valse leer volgens welke de kerk, naast dit dienstbetoon, bijzondere, met heerschappij beklede leiders kan en mag aanstellen of deze door anderen mag laten aanstellen.
These 5.
Vreest God, eert de keizer.  (1 Petr. 2:17b)
De Schrift zegt ons dat de staat naar goddelijke beschikking de taak heeft om in de nog onverloste wereld waarin ook de kerk staat, naar de maat van menselijk inzicht en menselijk vermogen, door middel van dreiging en dwang zorg te dragen voor recht en vrede. De kerk erkent in eerbied en dankbaarheid jegens God dat deze beschikking een weldaad is. Zij wijst op het Koninkrijk Gods, op Gods geboden en Zijn gerechtigheid, en daarmee op de verantwoordelijkheid van regeerders en onderdanen. Zij vertrouwt en gehoorzaamt de kracht van het Woord, waardoor God alle dingen draagt.
Wij verwerpen de valse leer volgens welke de staat, naast en boven zijn bijzondere opdracht, de enige en totale ordening van het menselijk leven moet en kan zijn, zodat zij ook de roeping van de kerk kan vervullen.
Wij verwerpen de valse leer volgens welke de kerk, naast en boven haar bijzondere opdracht, het karakter, de taken en de waardigheid van de staat op zich moet en kan nemen, zodat zij zelf een staatsorgaan wordt.
These 6.
Jezus Christus sprak: "En zie, Ik ben met u al de dagen tot aan de voleinding der wereld." (Matth. 28:20)
(...) het woord van God is niet geboeid. (2 Tim. 2:9b)
De opdracht van de kerk, die het fundament is van haar vrijheid, bestaat daarin dat zij, namens Christus en dus in dienst van Zijn Woord en Werk, door prediking en sacrament, de boodschap van Gods vrije genade doorgeeft aan het gehele volk.
Wij verwerpen de valse leer volgens welke de kerk in menselijke zelfvoldaanheid het Woord en Werk van de Heer in dienst mag stellen van welke eigenmachtig gekozen wensen, doeleinden en plannen dan ook.

## Kritiek op de verklaring van Barmen
Op de Theologische verklaring van Barmen is na de Tweede Wereldoorlog kritiek gekomen. De kritiek behelsde dat in deze verklaring niet (explicieter) stelling is genomen tegen de Jodenvervolging. Karl Barth, de voornaamste auteur, heeft in een terugblik erkend dat deze omissie ook zijns inziens een gebrek is van de Barmer Thesen.
Daarnaast is de volgende kritiek geleverd:
- Tegen de eerste these werd gesteld dat hiermee niet alleen de natuurlijke theologie, maar ook de algemene openbaring werd afgewezen.
- Tegen de tweede these werd van lutherse zijde ingebracht dat er geen ruimte overbleef voor de typisch lutherse twee rijkenleer.